# 伊藤良恵
伊藤 良恵（いとう かずえ、1977年12月22日 - ）は、群馬県館林市出身の女子ソフトボール選手（内野手）。左投左打。元日立&ルネサス高崎所属。

## 経歴
館林市立第十小学校・館林市立第三中学校を経て白鷗大学足利高等学校卒業。
全日本の不動の3番・一塁手として1990年代後半からの日本ソフトボール界を引っ張った。シドニーオリンピックに出場し、日本の銀メダル獲得に大きく貢献。
- 1995年 - 世界ジュニア選手権出場
- 1996年 - 日立高崎に入団
- 1998年 - 世界選手権出場
- 1999年 - 日本リーグ打点王・ベストナイン
- 2000年 - シドニーオリンピック出場
- 2002年 - 世界選手権出場
- 2004年 - アテネオリンピック出場
- 2005年 - 引退を表明
- 2007年 - デンソーで現役復帰
- 2010年 - 大垣ミナモに移籍
- 2016年 - デンソーの監督に就任
- 2021年 - 監督退任